# Campos de Sport de El Sardinero
Campos de Sport de El Sardinero (popularnie w skrócie El Sardinero) – stadion piłkarski położony w hiszpańskim mieście Santander. 

## Opis
Pojemność stadionu wynosi 22 222 miejsc. Otwarcie obiektu nastąpiło 20 sierpnia 1988 roku, kiedy to Racing Santander zmierzył się z Realem Oviedo. Od tego czasu swoje mecze domowe rozgrywa na nim zespół Segunda División, Racing Santander.